# グセイン・ハン・ナヒチェヴァンスキー
グセイン・ハン（ハン・グセイン）・ナヒチェヴァンスキー (ロシア語: Гусейн-хан (Хан-Гуссейн) Нахичеванский、アゼルバイジャン語: Hüseyn xan Naxçıvanski、1863年7月28日 – 1919年1月) は、アゼルバイジャン人の帝政ロシアの騎兵将軍。ロシア皇帝に仕えた副将としては、唯一のムスリムであった。

## 経歴
1863年7月28日、エリヴァニ県ナヒチェヴァニで生まれる。父方の祖父にナヒチェヴァン・ハン国の最期の統治者となったイーサン・ナヒチェヴァンスキーをもつ。父は帝政ロシア陸軍少将のKalbali Khan Nakhchivanski、母はエリヴァニ・ハン国（1828年に廃止）王族のKhurshid Qajar-Iravaniである。
1874年、グセインは幼年団に入学し、1883年に優秀な成績を収めて卒業した。コルネットの階級（少尉に相当）を叙され、精鋭のロシア帝国親衛隊騎兵連隊に配属される。以後20年間を騎兵連隊で過ごし、階級はコルネット（少尉）からコロネル（大佐）まで昇進した。
1904年に日露戦争が勃発すると、グセイン・ハンは義勇兵から成る第二ダゲスタン騎兵連隊を組織するべく、ペトロフスク・ポルトに配置される。戦時中、連隊とハン・ナヒチェヴァンスキーは顕著な戦果を挙げ、7つの叙勲を受けた。1907年1月27日、包囲されていたロシア帝国軍歩兵団を騎兵隊の猛攻撃により救出した軍功により、グセインは勲四等聖ゲオルギー勲章に叙される。また、金色の聖ゲオルギーの剣も授与される。 
1905年11月よりハン・ナヒチェヴァンスキーは第44ニジゴロドスキー竜騎兵連隊の指揮官となり、1906年にはロシア帝国親衛隊騎兵連隊の司令官となる。1907年、少将に昇進する。1912年、第1騎兵旅団分遣隊の司令官となり、1914年には中将に叙され、第2騎兵師団の司令官となって第一次世界大戦に参戦する。1914年8月、ハン・ナヒチェヴァンスキーは第1陸軍の右腕となる騎兵集団の長に任命される。1914年10月19日より第2騎兵部隊の司令官となり、同月22日にはニコライ2世から直々に聖ゲオルギー勲章の勲三等を授与される。1915年6月、帝政ロシア軍の副将に任命され、イスラム教徒としては唯一、当該階級を保持する者となった。1915年11月25日、グセイン・ハンはロシア・コーカサス軍の司令長官に配され、1916年1月23日には騎兵将軍に昇進した。同年4月9日からは近衛騎兵部隊司令官となり、ブルシーロフ攻勢に参戦した。

## ロシア革命

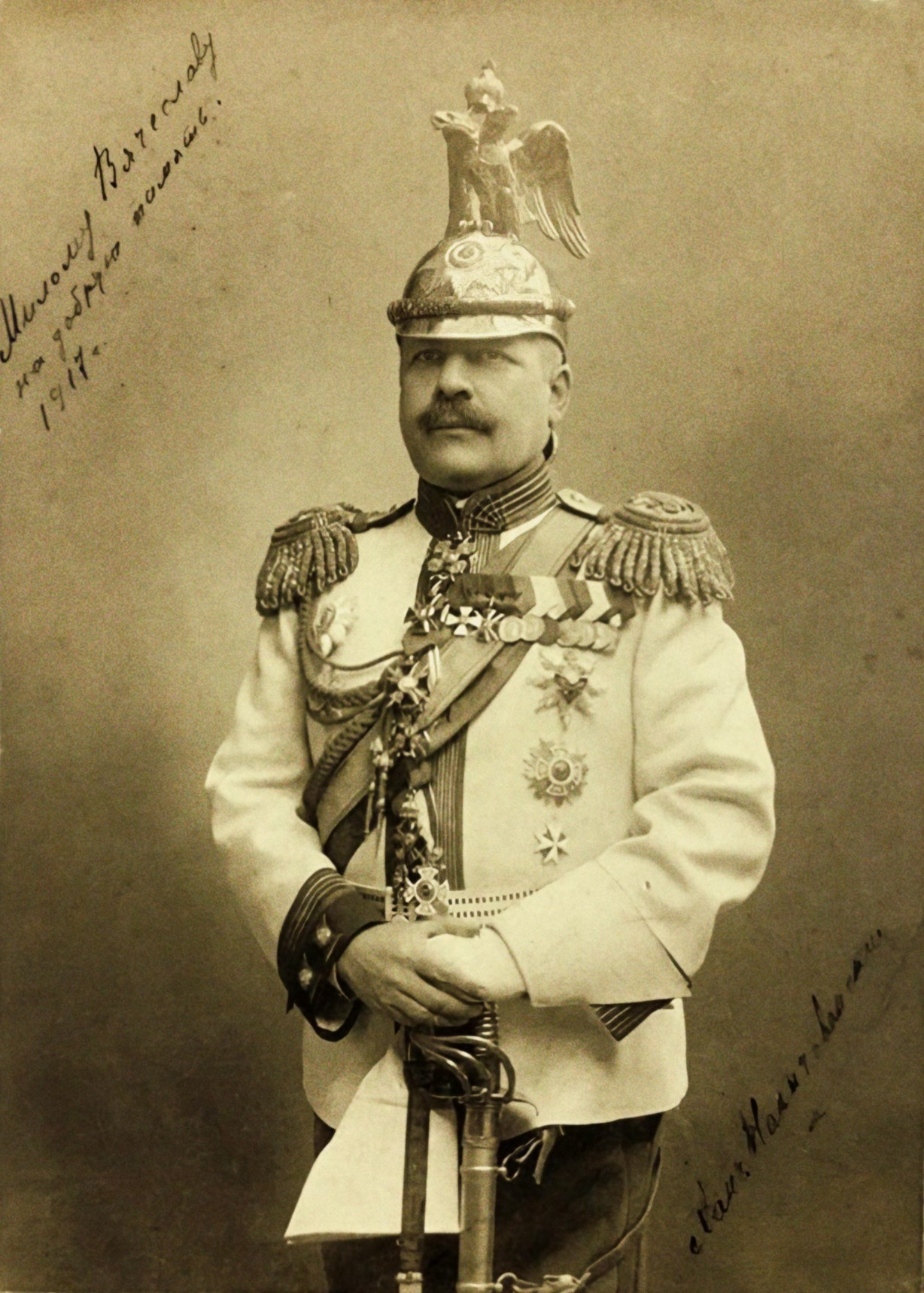
Khan Nakhichevansky

1917年の冬にペトログラード（現在のサンクトペテルブルク）で二月革命が始まった時点で、ナヒチェヴァンスキーはツァーリを支持するロシアの2人の将軍のうちの1人であり、ニコライ2世に自らの部隊を反乱制圧のために使用する許可を得るために最高司令官の軍令部に電信を送ったが、ニコライ2世はこれを受理することはなかった。
ニコライ2世の退位後、ハン・ナヒチェヴァンスキーはロシア臨時政府への関与を拒否し、退役した後はペトログラードで家族と暮らした。彼は新たに建国されたアゼルバイジャン民主共和国を支持しなかったアゼルバイジャン人の数少ない例であり、頑なにロシアの君主主義を貫いた。十月革命とペトログラード・チェーカー議長モイセイ・ウリツキーの暗殺事件の後、ナヒチェヴァンスキーとペトログラードの突出した市民らはボリシェヴィキによって人質となり、1919年1月にペトロパヴロフスク要塞にて処刑された。正確な処刑執行日を含め、ナヒチェヴァンスキーの晩年の詳細については、フランスの歴史家ジャック・フェランが自著『Descendances naturelles des Souverains et Grands Ducs de Russie de 1762 à 1905』の中で移住したナヒチェヴァンスキーの子孫に関連してこれらの事実を記述した20世紀末まで明らかにされていない。

## 家族
1890年頃、ナヒチェヴァンスキーはロシアの詩人・翻訳家であるニコライ・ゲーベルの娘、ソフィア・タウベ (旧姓ゲーベル; 1864年 サンクトペテルブルク生 – 1941年 ベイルート没) と結婚した。二人の間にはニコライ (1912年没)、タチアナ、ゲオルギーの3人の子を持った。十月革命の後、ナヒチェヴァンスキー一家は移住した。一家の子孫はフランス、レバノン、エジプト、米国で暮らした（あるいは現在も生存する）。 

## フィクション作品における描写
1914年8月のタンネンベルクの戦いを表題としたアレクサンドル・ソルジェニーツィンの歴史フィクション作品にも登場する。